# Johann von Steenflycht
Johann von (Segersten) Steenflycht (* 6. April 1681; † 21. Juni 1758) war ein königlich schwedischer Generallieutenant, Ritter des Schwertordens und Kommandant der Hamburger Garde.

## Jugend
Seine Eltern waren der Korporal Gustav Bengtsson Stegersten und dessen Ehefrau Brita Olafsdotter.
Er wuchs in friedlichen Zeiten auf einem Hof in Säby auf. Schweden war in keinen Krieg verwickelt. Dem König Karl XI. gelang es die schwedischen Finanzen zu stabilisieren und so ein stehendes Heer zu unterhalten. Steenflycht erhielt eine gute Ausbildung auf der Oberschule in Linköping. Er zeigte sich als sprachbegabt und konnte sehr gut Latein sowie weitere Sprachen. Mit dem Tod des Königs, sahen die Ostseeanrainer die Gelegenheit, sich schwedische Gebiete anzueignen und so brach der Große Nordische Krieg aus.

## Laufbahn
Er begann seine Karriere 1701  Kavallerieregiment Östgöta. Dort wurde er 1702 Gefreiter und am 15. August 1705 Adjutant. Am 2. November 1706 hatte er ein Duell und floh aus Schweden. Er kam nach Ungarn zum Fürsten Rákóczi, der gerade einen Aufstand gegen die Österreicher führte. Aber schon 1707 war er wieder der Kommandeur einer freien Dragonerschwadron. In der Schlacht bei Gadebusch zeichnete er sich so sehr aus, dass er 1712 noch auf dem Schlachtfeld zum Oberstleutnant befördert wurde. Am 15. Januar 1713 wurde er Kommandeur des polnischen Dragonerregiments von General Smigielski. Er wurde bei Tönning eingeschlossen und geriet mit der Kapitulation der Festung in Gefangenschaft, entkam aber nach Stralsund. Auch diese Festung wurde belagert. Steenflycht war am 9. Dezember 1714 als Oberstleutnant in das Dneister Dragonerregiment gekommen und wurde dort am 9. Februar 1715 Oberst. Als die Festung im Dezember 1715 kapitulierte, konnte er sich nach Polen absetzen. Dort konnte er eine Armee aus schwedischen und Soldaten des polnischen Königs Stanislaus anwerben und die Sachsen einige Zeit aus Polen vertreiben. Er wurde am 6. August 1716 zum Ritter geschlagen und kehrte im März 1717 nach Schweden zurück. Dort wurde er Berater von König Karl XII. Steenflycht wurde mit der Planung des Norwegenfeldzuges beauftragt. Der Feldzug war ein Desaster, der König fiel bei der Belagerung von Frederikshald. 1719 wurde Steenflycht verabschiedet.
Steenflycht ging nach Holstein zum Herzog Friedrich Karl von Holstein, der sich Hoffnung auf den schwedischen Thron machte. 1722 ging er nach Astrachan, um die russische Armee im Russisch-Persischen Krieg zu begleiten. Anschließend wurde er 1727 zum Generalmajor befördert. Als es 1731 fast zu einem Duell kam, wurde er vom königliche Hofgericht aus dem Reich verbannt. Steenflycht ging wieder nach Holstein.
1733 kontaktierte der französische Hof den Herzog, um ein Ablenkungsmanöver zu organisieren. Der ehemalige polnische König Stanislaus Leszczyński sollte aus seinem französischen Exil wieder nach Polen gebracht werden. Der französische Ministerresident in Hamburg Poussin stattete am 8. August 1733 Steenflycht mit Reisegeld aus und schickte ihn nach Koblenz. Er fiel aber den lokalen Behörden schnell auf und wurde auf Ehrenbreitstein interniert, allerdings mit allen Ehren und Bediensteten. Man wandte sich an die Österreicher, die bereits über das Geschehen im Bilde waren. Der ehemalige König hatte bereits am 7. September Warschau erreicht, daher wurde er bald wieder entlassen.
Steenflycht ging 1734 als General in polnische Dienste und kam zum Grafen Tarlo, dem Woyvoden von Lublin. Er kam zum König nach Danzig, als die Stadt 1734 belagert wurde. Als sich die Stadt ergeben musste, begleitete er König Stanislaus auf der Flucht bis nach Königsberg. Der König kehrte nach Frankreich zurück. Dort wurde der General zum Generallieutenant ernannt und erhielt eine Pension von 6000 Talern, Stanislaus gab nochmal 4000 Taler dazu. Steenflycht selber stellte ein Freikorps zusammen. Im Februar 1735 überfiel das Korps den sächsischen General Birkholz an der Warthe. Die Sachsen wurden geschlagen und der General geriet in Gefangenschaft. Aber am 3. Oktober 1735 wurde ein Präliminarfrieden geschlossen. Steenflycht ging daraufhin nach Lothringen zurück zu Stanislaus. Hier empfand er sich gegen andere zurückgesetzt, so nahm er 1738 ein Angebot des Hamburger Senats an und wurde Kommandeur der Garde; von der französischen Regierung erhielt er die Zusage das seine Pension weiter gezahlt werde. Am 17. Juli 1738 wurde er Gardekommandant in Hamburg. 1742 reiste er auf Einladung des Schwedischen Hofes nach Stockholm, wo er im April ankam. Dort sollte er die Schwedische Armee gegen die Russen führen, Steenflycht wollte das alleinige Kommando, das man ihn nicht gewähren wollte. Die Verhandlungen zogen sich bis 1743 hin. Da er keine Rückkehr in Aussicht stellte, bekam er im Januar 1743 vom Hamburger Senat sein Demission.
Steenflycht ging nun als Generallieutenant in schwedische Dienste. Alle Verfahren gegen ihn wurde aufgehoben, er wurde in den Ritterstand und den Adel aufgenommen. 1747 gehörte er dann zu den Empfängern des erneuerten Schwert-Ordens. Im Juni 1751 musste er mit dem Generalmajor Wrangel schwedische Bauern aus Stockholm vertreiben, diese waren gegen die Wahl des Adolf Friedrich von Holstein zum König. Er zog sich ins Privatleben zurück und starb am 21. Juni 1758.

## Familie
Steenflycht heiratete 1723 Anastasia Theodora von Orlik (1691–1728), die älteste Tochter des Kosakenführers Pylyp Orlyk. Das Paar hatte zwei Söhne:
- Carl Gustaf (1724–1758), Militär
- Philip (1726–1739)

Nach dem Tod seiner Frau heiratete er ihre Schwester Barbara (* 1707; † nach 1730). Das Paar hatte keine Kinder.